# Åsgårdstrand

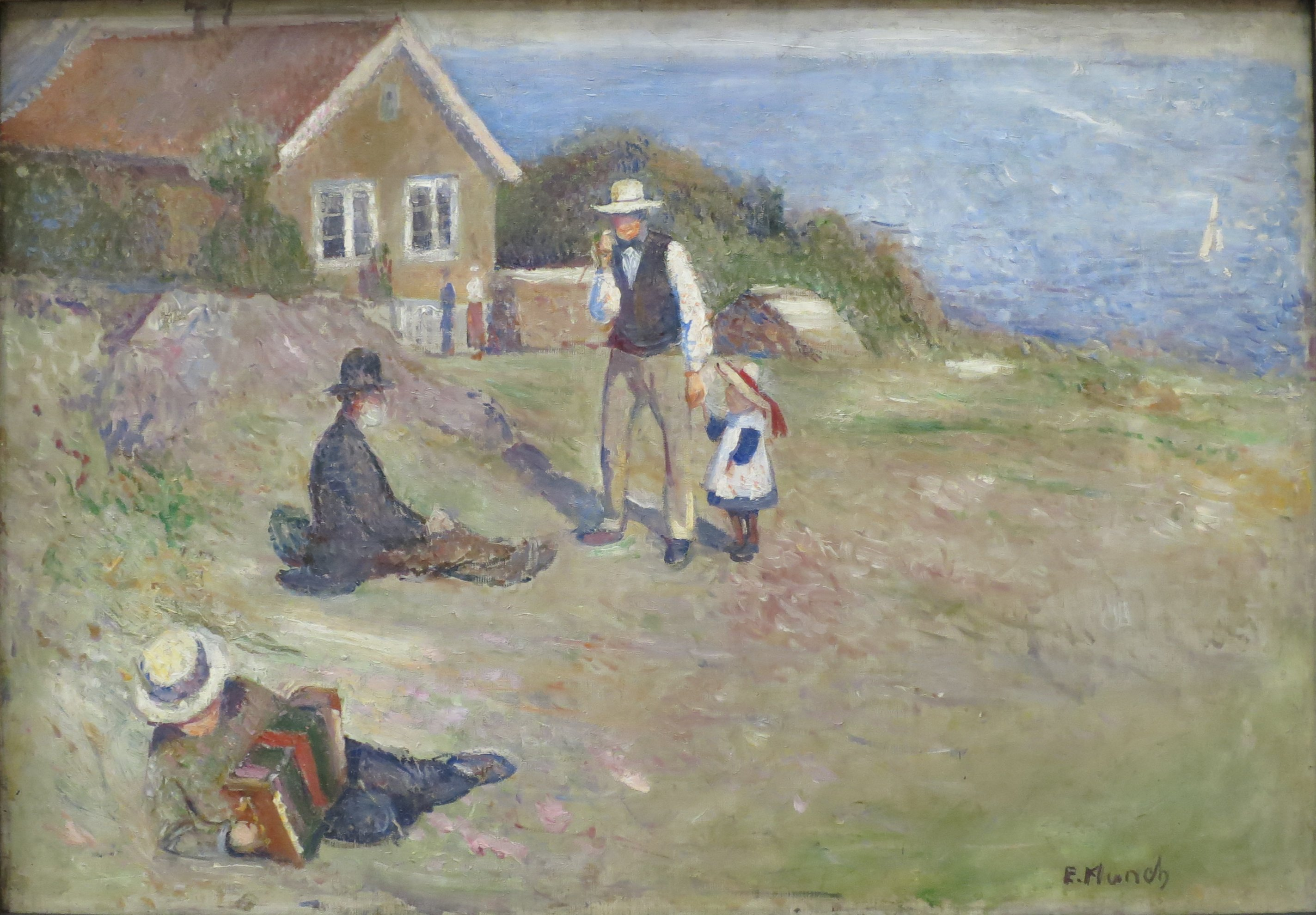
Sunday in Åsgårdstrand per Edvard Munch (1893)

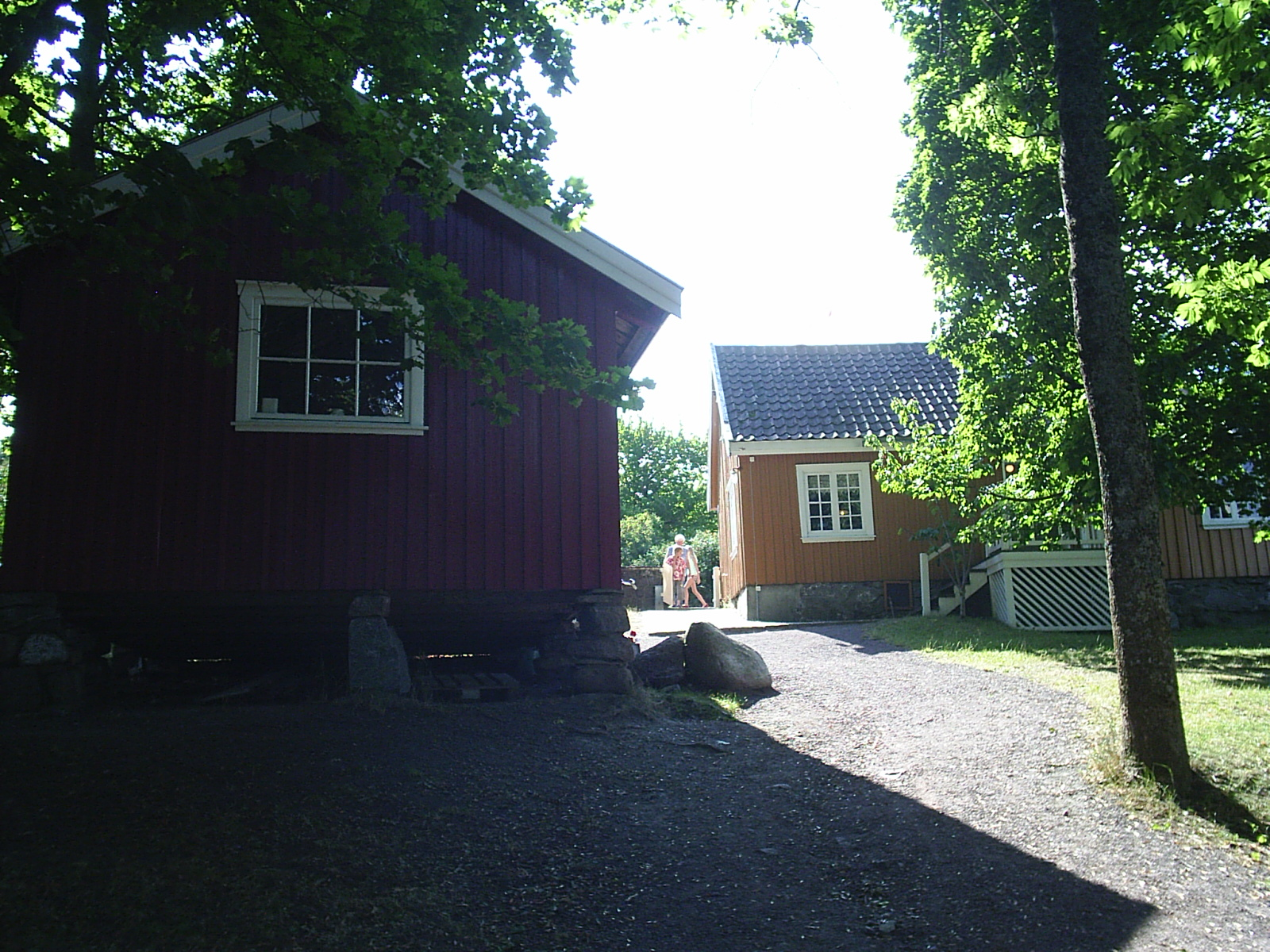
La casa i el taller d'Edvard Munch a Åsgårdstrand

Åsgårdstrand és una ciutat del municipi noruec de Horlen, en el comtat de Vestfold. També és el nom d'un antic municipi independent i d'un centre comercial. La ciutat d'Åsgårdstrand té 2847 habitants (dades del 2007) i una àrea d'1,88 km². La ciutat està situada a 10 km al sud de Horten, 10 km al nord de Tonsberg i 100 km al sud d'Oslo per la costa oest del fiord d'Oslo. Åsgårdstrand va ser fundada en 1837 pel comerciant i armador Anders Riddervold qui va ser el primer alcalde de la ciutat.
Des de 2007 la ciutat està classificada com a ciutat turística, ja que el nombre de visitants supera amb escreix el nombre de residents durant tot l'any. Per aquest motiu, les botigues de la part més antiga i més propera al mar, tenen alguns privilegis, com ara: el dret a estar obertes tots els dies de la setmana. És una ciutat petita però s'hi troben galeries d'art, hotels, forns de pa, cafeteries, botigues de queviures, bancs, un pub i un bar de vins. També hi ha diversos bars oberts i restaurants al voltant de la part més antiga de la ciutat. A més, Åsgårdstrand té una escola primària, una llar d'avis i diversos jardins d'infància.
Al juny de cada any, se celebra el Midsommer —el dia més llarg de l'any— amb un gran foc a la faixa costanera.
A finals del segle xix, la ciutat es va convertir en un lloc molt reconegut per artistes i pintors. Des de la dècada de 1880 molts pintors i pintores cèlebres, tant a nivell internacional com nacional, varen visitar o van viure a la ciutat, atrets i atretes per les condicions especials que presenta la llum natural en aquesta vila. Alguns i algunes d'aquestes artistes varen ser Jahn Ekenæs, Hans Heyerdahl, Cristiano Krogh, Ingerid Paulsen Kuiters. El pintor Edvard Munch tenia una casa a la ciutat i algunes peces clau de la seva obra es van originar aquí: per exemple, Åsgårdstrand s'observa, entre d'altres, a la famosa pintura The Scream (1893) i també a Four Girls in Åsgårdstrand (1903).
A Åsgårdstrand, d'altra banda, varen néixer artistes com Øivin Holst Grimsgaard, Jens Kristensen, Per lasson Krohg, Ona Abrahamsson o Oda Krohg.